# Хоменко, Владимир Иванович
Влади́мир Ива́нович Хоме́нко (род. 1 января 1942) — российский ученый, изобретатель в области технологии и оборудования сварочного производства, кандидат технических наук (1975), лауреат Ленинской премии (1988).

## Биография
Родился 1 января 1942 года (10 марта 1940).
До начала 1990-х годов работал во ВНИИ стандартизации материалов и веществ (ВНИИСМТ), последняя должность — зав. лабораторией.
С 1992 года первый вице-президент инжиниринговой научно-исследовательской компании «Всероссийский научно-исследовательский институт по строительству трубопроводов и объектов ТЭК» (АО ВНИИСТ), Москва.
С 2000 года заместитель генерального директора ЗАО «Псковэлектросвар» по научно-техническим вопросам.
Старший научный сотрудник ФГАУ «НУЦСК при МГТУ имени Н. Э. Баумана». Заместитель председателя ПНТС Российского союза нефтегазостроителей.
Получил около 100 патентов на материалы, способ и устройства для строительства магистральных трубопроводов. Автор более 100 печатных трудов.
Лауреат Ленинской премии (1988) — за создание высокопроизводительной технологии и комплекса оборудования для контактной сварки трубопроводной системы большого диаметра. Лауреат премий им. Н. К. Байбакова и им. А. К. Кортунова. Награждён орденом Дружбы (1998).